# Parque nacional Broadwater
Broadwater es un parque nacional en Nueva Gales del Sur (Australia), ubicado a 577 km al noreste de Sídney.

## Datos
- Área: 421 km²
- Coordenadas: 29°03′14″S 153°24′36″E / -29.05389, 153.41000
- Fecha de Creación: 12 de julio de 1974
- Administración: Servicio Para la Vida Salvaje y los Parques Nacionales de Nueva Gales del Sur
- Categoría IUCN: II